# شيهم ملاوي
الشيهم الملاوي (الاسم العلمي: Hystrix brachyura) هذا النوع غير مدرج على لائحة الحيوانات المهددة، لتكيفه مع التغيرات في الموائل الطبيعية وانتشاره في كثير من المناطق المحمية. ينتشر هذا النوع من النيبال وشمال شرق الهند إلى وسط وجنوب الصين، وجميع أنحاء ميانمار وتايلاند ولاوس وكمبوديا وفيتنام إلى سومطرة (إندونيسيا) وبورنيو (إندونيسيا وماليزيا وبروناي).

## للاستزادة
- نيص
- شيهم العالم القديم
- شيهم متوج هندي
- شيهم جنوب إفريقيا